# Tom Gilroy
Tom Gilroy est un acteur, écrivain, réalisateur et producteur américain. Il a derrière lui 20 ans de carrière et 19 films et séries tournés.

## Filmographie
- 1995: Land and Freedom  Lawrence
- 1997: Sandy Whitelaw
- 1997: Inside/out
- 1998: Lulu on the bridge
- 1999: Spring Forward
- 2000: Bread and Roses
- 2001 : New York, unité spéciale (saison 3, épisode 7) : Cal Oman
- 2004: Harry + Max
- 2006: Wild Tigers I Have Know
- 2008: Dream Boy
- 2009: Don't Let Me Brown
- 2013: The colds lands,
- 2015: The World Made Straight, Mr. Anderson
- 2016: Tom's Dilemma, Mr. Jacobson